# Brodifakum
Brodifakum (kemijsko (IUPAC) ime: 4-hidroksi-3-(3-(4´-bromo-4-bifenilil)-1,2,3,4-tetrahidro-1-naftil)-kumarin) je antikoagulacijski rodenticid; snov, ki se uporablja kot gotova vaba za zatiranje škodljivih glodalcev. Je modre barve in brez vonja.
Snov ni vnetljiva, ni eksplozivna, ni oksidativna in ni topna. Pri visokih temperaturah se ob razpadu produkta lahko tvorijo strupeni plini.

## Toksikološki podatki
Akutna toksičnost
LD50 akutna oralna (podgane): 0,27 mg/kg
LD50 akutna oralna (miši): 0,40 mg/kg
LD50 akutna oralna (zajci): 0,30 mg/kg
LD50 akutna oralna (morski prašički): 0,27 mg/kg
LD50 akutna kožna (zajci): 50 mg/kg
Akutna toksičnost za formuliran produkt
LD50 akutna oralna (podgane): > 2000 mg/kg
LD50 akutna za kožo in oči (podgane): > 2000 mg/kg
LC50 akutna inhalacijska (podgane, 4h): > 6 mg/L